# Gorreana

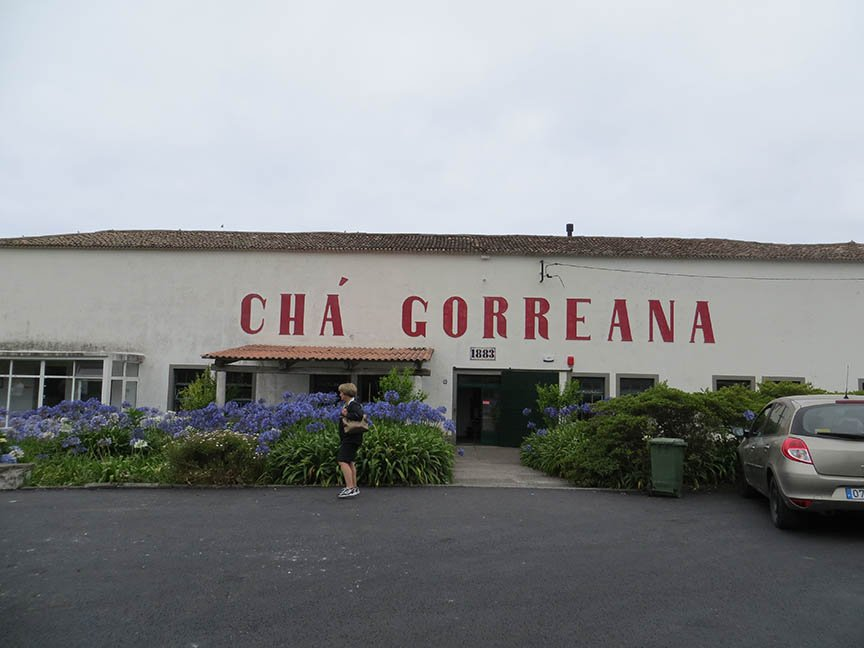
Planta principal de Gorreana en la isla de San Miguel.

Gorreana es una empresa portuguesa con sede en la isla de San Miguel, Azores, que explota la plantación de té más antigua de Europa, en funcionamiento desde 1883. La empresa produce Té verde y té negro.
Las plantaciones de té verde y negro se introdujeron en la isla en el siglo XIX, a partir de semillas traídas por barcos que regresaban de Asia y con la ayuda de la experiencia técnica proporcionada por un hombre chino llamado Lau-a-Pan y su intérprete Lau-a-Teng. A principios del siglo XX, diez fábricas separadas y casi cincuenta plantaciones de té prosperaban en la isla.